# HWM
Hersham and Walton Motors – brytyjski zespół wyścigowy Formuły 1 założony przez George'a Abecassisa oraz Johna Heatha. Zespół startował w latach 1951–1954. Wystąpili 43 razy, 14 razy ukończyli wyścig. Nie zdobyli ani jednego punktu, a największym osiągnięciem było 6. miejsce Petera Collinsa.